# Jan Robbers
Jan Robbers (Sommelsdijk, gedoopt 7 januari 1753 – Rotterdam, 13 juni 1830) was een Nederlands organist en beiaardier.
Hij was zoon van Johannes Robbers en Anna de Wolf(f).Jan Robbers was getrouwd met Jacoba Cornelia Vonk, Elisabeth Mari en huwde in 1823 op zijn zeventigste nog met Johanna Valke, die slechts veertig jaar oud was.
Hij kreeg zijn opleiding van organist J.C. Kleijn in Den Haag. Hij trok rond 1771 naar Rotterdam en werd er stadsbeiaardier. Hij werd er omstreeks die tijd ook organist van de Waalse Kerk aan de Hoogstraat. Vanaf 1811/1812 tot aan zijn dood was hij organist van de Sint Laurenskerk, nadat hij er in 1797/1798 al plaatsvervangend organist was geweest. Na zijn dood werd hij opgevolgd door Bartholomeus Tours. Robbers werd ook wel ingeschakeld bij keuring van nieuwe orgels en gold ook als examinator.
Hij schreef enkele verhandelingen over muziekonderwerpen:
- Over de verbinding der muzijk met de dichtkunst (1790). in Amsterdam met een prijs Dicht- en Letteroefenend Genootschap bekroond
- Vergelijking der oude en hedendaagsche muzijk, en de werking der eerste op de gemoederen der menschen (opgenomen in Amphion)
- Tweetal proeven van verhandelingen over de muzijk als beeldende kunst en de muzijkale dichtkunde in verband met de compositie van zangmuzijk (1828).